# 湘鄂川黔革命根据地旧址
湘鄂川黔革命根据地旧址位于中国湖南省张家界市永定区、永顺县塔卧镇、龙山县茨岩塘及兴隆街，2006年被列为第六批全国重点文物保护单位。
1932年10月，红三军从洪湖突围北上，远征七千余里，到达湘鄂边，着手恢复湘鄂边苏区。在第五次“围剿”中，根据地被敌占领。1933年12月19日，中央分局在湖北咸丰大村召开会议，决定放弃恢复湘鄂边苏区，转而创造湘鄂川黔边根据地。1934年6月19日在沿河枫香溪召开的湘鄂西中央分局会议（枫香溪会议），决定建立黔东特区。1934年8月，红六军团从湘赣革命根据地突围西征。10月到达贵州印江木黄与红三军会师。两军会师后在南腰界进行整编。红三军恢复红二军团的番号。根据中央的指示电，11月26日在大庸县城成立了以任弼时为书记的中国共产党湘鄂川黔省委员会、以贺龙为主席和司令员的中华苏维埃共和国湘鄂川黔省革命委员会和湘鄂川黔省军区，标志着湘鄂川黔革命根据地的形成。1935年，湘鄂川黔革命根据地的区域扩展到东至洞庭湖西岸，西至四川酉阳，西北至湖北咸丰、宣恩，南至沅陵，北至鹤峰境内，区内总人口百万以上。1935年11月4日，在刘家坪召开的军委分会会议决定实行战略转移。11月19日，二、六军团从湖南桑植刘家坪出发，突围转移。1936年2月，占领贵州黔西、大定(今大方)、毕节。在黔西召开的总部和军分会上，决定开辟川滇黔革命根据地，将湘鄂川黔省委改组为川滇黔省委，并在大定成立了中华苏维埃人民共和国川滇黔省革命委员会。
大庸湘鄂川黔革命根据地旧址位于永定区（原大庸县）解放路80号，原为天主教堂，砖木结构，占地2800平方米，建筑面积810平方米。塔卧湘鄂川黔革命根据地旧址位于永顺县塔卧镇，有中共湘鄂川黔省委、省革命委员会、省军区、省委党校、红四分校、无线电总台、兵工厂7座院子，总占地6582平方米，建筑面积3600平方米。